# Meliphaga albonotata
Meliphaga albonotata là một loài chim trong họ Meliphagidae.
Loài chim này được tìm thấy ở Indonesia và Papua New Guinea. Môi trường sống tự nhiên của loài này là rừng ẩm nhiệt đới hoặc cận nhiệt đới và rừng nhiệt đới ẩm nhiệt đới hoặc cận nhiệt đới.